# 弘前地区消防事務組合
弘前地区消防事務組合（ひろさきちくしょうぼうじむくみあい）は、青森県弘前市、黒石市、平川市、大鰐町、藤崎町、板柳町、西目屋村、田舎館村によって組織された一部事務組合（消防組合）である。管轄区域は前述の3市3町2村。

## 概要
- 組合事務所：青森県弘前市大字本町2-1
- 消防本部：青森県弘前市大字本町2-1
- 管内面積：1,597.73km2
- 職員定数：440人
- 消防署5カ所、分署10カ所

## 主力機械
2019年4月1日現在
- 普通消防ポンプ自動車：6
- 水槽付消防ポンプ自動車：16（予備車：2）
- 水槽車：1
- はしご付消防自動車：2
- 救助工作車：4
- 化学消防自動車：2（予備車：1）
- 救急自動車：18（予備車：3）
- 司令車：1
- 指揮隊車：14
- 広報連絡車：12
- 広報車：2
- 資機材搬送車：5
- 重機搬送車：1
- 小型動力ポンプ付水槽車：1
- 燃料補給車：1
- 防火査察指導車：2
- 防火指導車：1

沿革
- 1949年4月 - 弘前市消防本部、弘前市消防署を設置。
- 1951年8月 - 消防庁舎が落成。
- 1952年3月 - 弘前市消防署を廃止。
- 1957年5月 - 弘前市消防署を再設置。松森町分署を開設。
- 1964年8月 - 消防署で救急業務を開始。
- 1968年12月 - 枡形分署を開設。
- 1969年12月 - 藤代分署を開設。
- 1971年
  - 4月 - 弘前市、南津軽郡大鰐町、藤崎町、常盤村、碇ヶ関村の1市2町2村で弘前地区消防事務組合を設立。弘前市消防本部が弘前地区消防事務組合消防本部に移行。弘前市消防署を弘前消防署に改称。
  - 7月 - 松森町分署で救急業務を開始。
  - 8月 - 化学消防車を松森町分署に配備。
  - 10月 - 南分署、北分署、碇ヶ関出張所を開設。
- 1972年2月 - 南分署で救急業務を開始。
- 1973年
  - 2月 - 北分署で救急業務を開始。
  - 4月 - 中津軽郡岩木町、相馬村、西目屋村の1町2村が組合に加入。
  - 6月 - 西分署を開設し、消防・救急業務を開始。目屋出張所を開設。
- 1974年7月 - はしご付消防自動車を弘前消防署に配備。
- 1976年8月 - 碇ヶ関出張所で救急業務を開始。
- 1977年4月 - 東消防署を設置し、2署体制となる。
- 1980年9月 - 碇ヶ関出張所、目屋出張所を分署に改称。
- 1982年1月 - 西北分署を開設し、消防・救急業務を開始。松森町分署を廃止。
- 1983年8月 - 目屋分署で救急業務を開始。
- 1987年11月 - 救助工作車を東消防署に配備。
- 1991年11月 - 枡形分署で救急業務を開始。
- 1993年3月 - 消防組合初の高規格救急車を弘前消防署に配備。
- 1996年4月 - 藤代分署で救急業務を開始。
- 2001年4月 - 消防本部・弘前消防署新庁舎が落成し業務を開始。
- 2005年3月 - 藤崎町・常盤村が新設合併し、新・藤崎町が発足。
- 2006年
  - 1月 - 南津軽郡尾上町・平賀町・碇ヶ関村が新設合併し、平川市が発足。旧碇ヶ関村の区域に限り平川市が組合に加入。
  - 2月 - 弘前市・岩木町・相馬村が新設合併し、新・弘前市が発足。
- 2013年7月1日 - 黒石地区消防事務組合（黒石市、田舎館村）・平川市（旧碇ヶ関村域以外）・板柳町の各消防本部を統合。黒石消防署、平川消防署、板柳消防署を設置し、東消防署碇ヶ関分署を平川消防署へ移管。

## 組織
2013年7月1日現在
- 組合議会
  - 議員定数：15人
- 執行機関
  - 管理者：1人（弘前市長）
  - 副管理者：7人
  - 会計管理者：1人
  - 監査委員：2人
  - 消防本部：総務課、予防課、警防課、通信指令課
  - 消防署

## 消防署
| 消防署     | 住所                               | 分署 |
| ---------- | ---------------------------------- | --- |
| 弘前消防署 | 弘前市大字本町2-1                  | 藤代：弘前市大字石渡3丁目6-3 西北：弘前市大字小友字神原371-2 西：弘前市大字鳥井野字宮本151 目屋：中津軽郡西目屋村大字田代字神田56 |
| 東消防署   | 弘前市大字城東中央5丁目6-11        | 枡形：弘前市大字豊原1丁目3-9 南：南津軽郡大鰐町大字蔵舘字金坂57-1 北：南津軽郡藤崎町大字藤崎字中豊田7-3                           |
| 黒石消防署 | 黒石市追子野木1丁目576             | 山形：黒石市大字上山形字村岸9-2 田舎館：南津軽郡田舎館村大字八反田字古館206-1                                                     |
| 平川消防署 | 平川市平田森前田331                | 碇ヶ関：平川市碇ヶ関鯨森67-2 |
| 板柳消防署 | 北津軽郡板柳町大字福野田字増田60-6 | なし |